# قابلية الحفر
قابلية الحفر لمادة أرضية (صخور وحطام صخري) هي عملية تجرى على المادة المراد حفرها بواسطة معدات الحفر التقليدية مثل الجرافة التي يوجد بها كسارة واللودر، والكاشطة وغيرها من معدات التسوية. ويتم وصف المواد التي لا يمكن حفرها بمعدات الحفر التقليدية بأنها غير قابلة للشق. ويتطلب هذا النوع من المواد عملية تفجير قبلية أو استخدام مطرقة القدح أو الإزميل لتسهيل عملية الحفر. ويتم تقييم قابلية الحفر أو قابلية الشق للمود الأرضية عادة من قبل علماء الجيوفيزياء أو علماء الجيولوجيا الهندسية أو مهندسي الجيوتقنية.